# Kilimanjaroglasögonfågel
Kilimanjaroglasögonfågel (Zosterops eurycricotus) är en fågelart i familjen glasögonfåglar inom ordningen tättingar.

## Utseende och läte
Kilimanjarosolfågeln är en liten sångarlik fågel med spetsig näbb, olivgul fjäderdräkt och mycket stora vita ringar runt glasögonen. Den liknar afrikansk glasögonfågel och kenyaglasögonfågel, men hittas i högre terräng och har mycket bredare vitt runt ögat. Vanligaste lätet är ett hurtigt fallande skaller, medan sången är en dämpad pratig ramsa.

## Utbredning och systematik
Fågeln förekommer enbart i norra Tanzania i bergen Kilimanjaro och Mount Meru samt i Arusharegionen. Den betraktades tidigare som underart till Zosterops poliogastrus, och vissa gör det fortfarande, men urskiljs numera allt oftare som egen art efter genetiska studier.

## Levnadssätt
Kilimanjaroglasögonfågeln hittas i bergsskogar, skogsbryn, lummiga trädgårdar och buskmarker. Den påträffas vanligen i mycket aktiva flockar.

## Status
Kilimanjaroglasögonfågeln har ett litet utbredningsområde och beståndsutvecklingen anses vara oklar. Den kategoriseras av IUCN som livskraftig.